# Brijuni

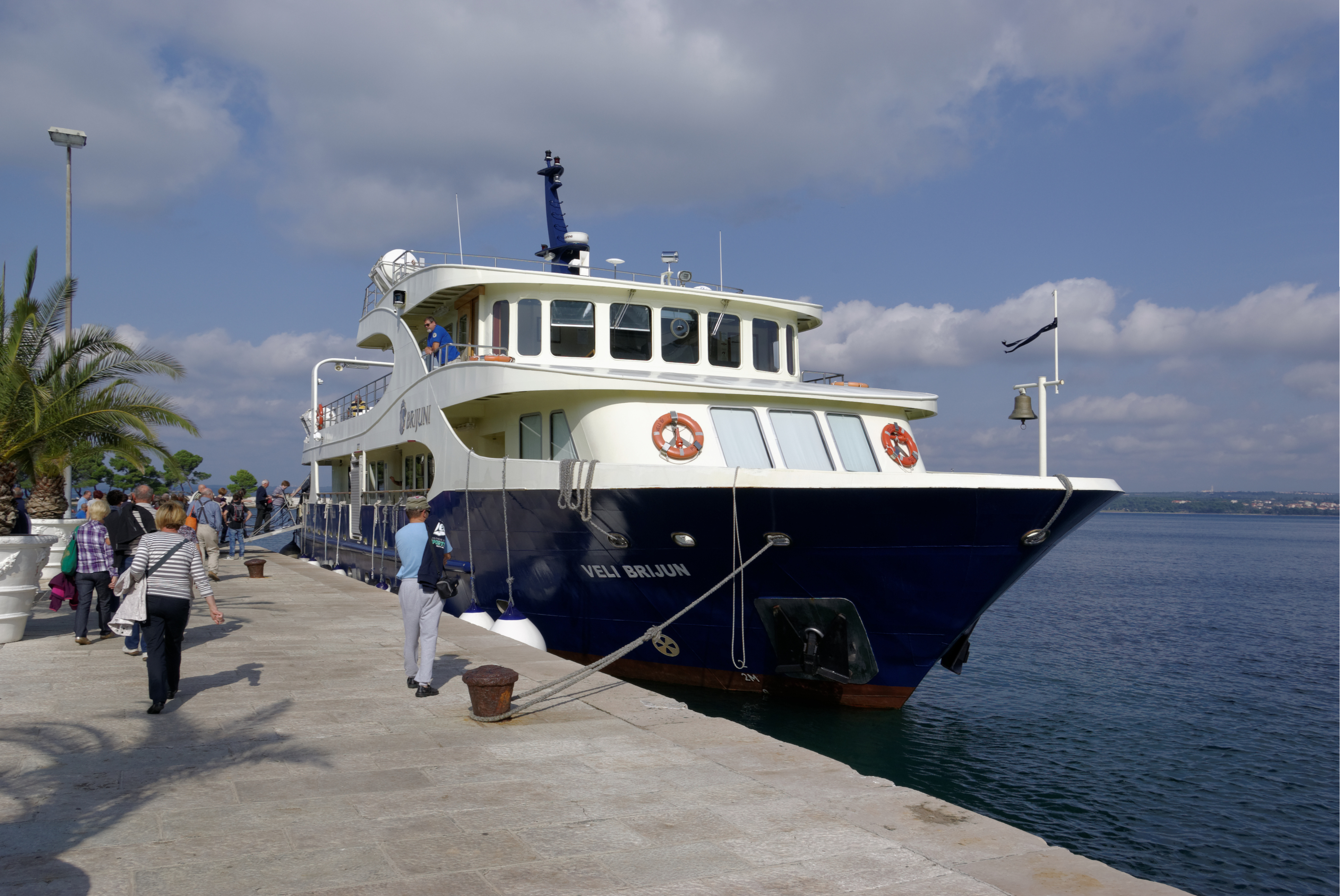
Fährschiff nach Fažana im Hafen der Hauptinsel

Brijuni (italienisch Brioni, deutsch Brionische Inseln) ist eine kleine Inselgruppe in der kroatischen Adria. Sie liegt vor der Küste der historischen Region Istrien 12 km vom Zentrum der Küstenstadt Pula entfernt und gehört zur Ortschaft Fažana.
Die Inselgruppe besteht aus 14 einzelnen Inseln und steht insgesamt unter Naturschutz. Die Gesamtfläche des Parks, der im Jahre 1983 gegründet wurde, beträgt inklusive der umgebenden Wasserflächen 33,9 km². Nur die größte Insel, Veliki Brijun, kann besucht werden, als individueller Besucher, auf einer geführten Ausflugstour oder als Hotelgast. Das altösterreichische Fort auf Brioni Minore (Mali Brijun) war schon in den vergangenen Jahren im Sommer Kulisse für Theateraufführungen und konnte zu diesen Anlässen besichtigt werden. 2015/16 hat man dort einen Lehrpfad eingerichtet über Steinbrüche, der allerdings der Öffentlichkeit noch nicht zugänglich ist, weil die Infrastruktur für Besucher fehlt. Auf den anderen Inseln befinden sich teilweise staatseigene und private Immobilien, die bewacht werden.
Die Inselgruppe Brijuni kann über Schiffsverbindungen von Fažana oder von Pula aus erreicht werden. Das Anlegen mit privaten Booten ist nur im Hafen der Hauptinsel gestattet. Außerdem ist Tauchen im Nationalpark nur von lizenzierten Tauchzentren aus erlaubt.

## Geschichte

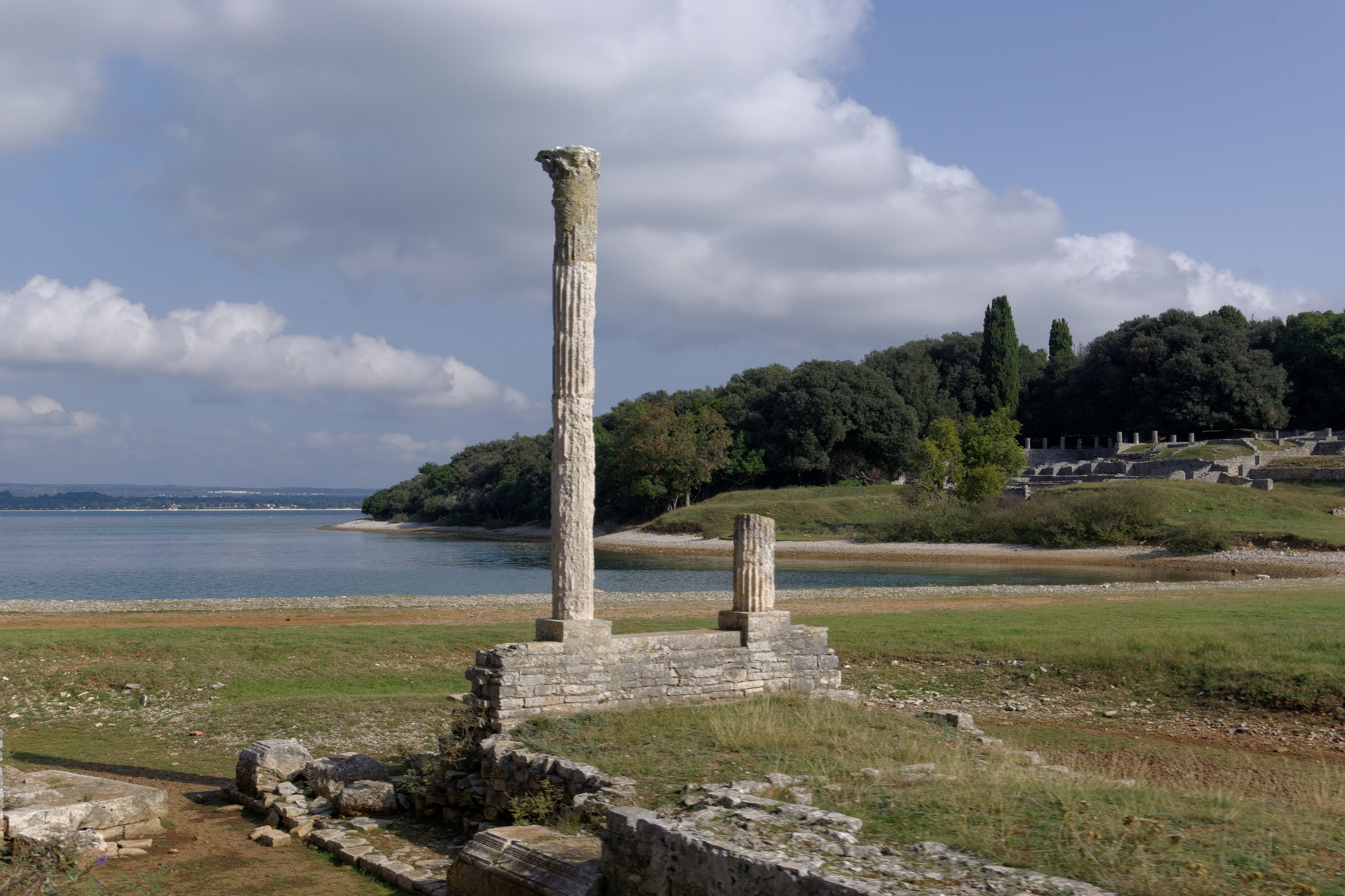
Ruinen des Venustempels

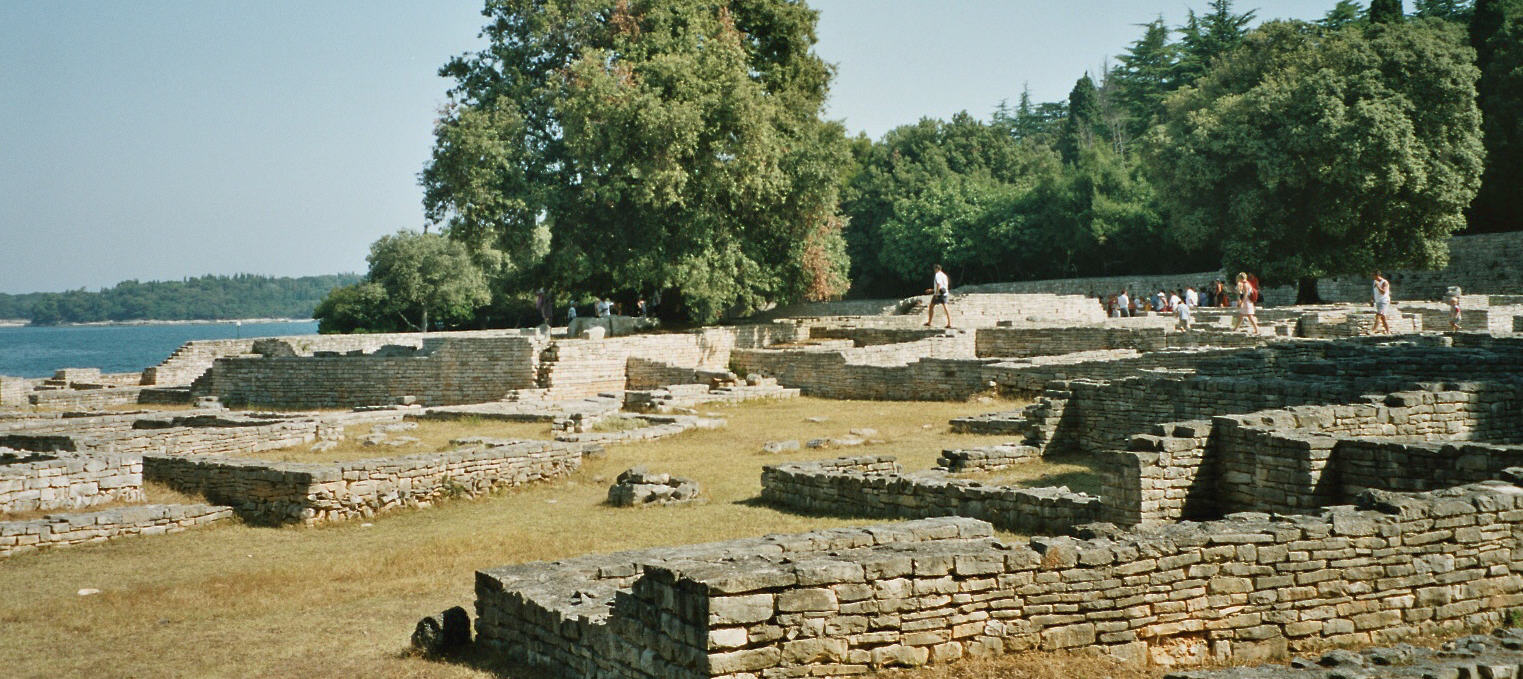
Ruinen des byzantinischen Kastells

Es gibt Überreste aus allen Zeitepochen – angefangen von den Dinosauriern, die an mehreren Stellen der Insel ihre Spuren hinterlassen haben. Es waren Theropoden, ähnlich dem Allosaurus.
Die Inseln waren schon in vorgeschichtlicher Zeit bewohnt. Archäologische Spuren deuten auf eine Erstbesiedlung um etwa 3000 v. Chr. hin. Aus römischer Zeit stammen die Ruinen in der Val Catena-Bucht / Uvala Verige. Auf einer Länge von über einem Kilometer breitet sich dort die größte villa maritima des adriatischen Meeres aus, die in etwa claudischer Zeit aus zwei wohl spätrepublikanischen villae rusticae entstand. Ein großes Terrassen-Wohngebäude, ein kleiner Tempelbezirk mit drei Tempeln, eine Priesterwohnung mit Boragang, Zisternen, eine Badeanlage (balnea) sowie einem Wirtschaftstrakt mit Wein- bzw. Ölproduktion und einer Färberei. Auf dem gesamten Archipel finden sich in augusteischer Zeit sieben villae rusticae sowie eine Saline und mehrere Steinbrüche. Das byzantinische Castrum entstand ebenfalls aus einer villa rustica und diente ab etwa dem 5. Jahrhundert als einzige befestigte Siedlung der Insel zum Schutz vor Seeräubern. In der Nähe findet sich die frühchristliche Basilika St. Madonna sowie die Reste der Kirche St. Peter. Im Zentrum der Insel befindet sich ein Kastell aus venezianischer Zeit mit einem Wehrturm und die St. Germanuskirche mit Kopien der Fresken von Beram und glagolitischen Schriften.
Bis 1797 venezianisch wurden die Inseln Teil des Österreichischen Küstenlands. Im Jahr 1866 versammelte Admiral Wilhelm von Tegetthoff die österreichische Flotte im Kanal von Fažana und führte sie von dort aus in die Seeschlacht von Lissa (heute Vis).

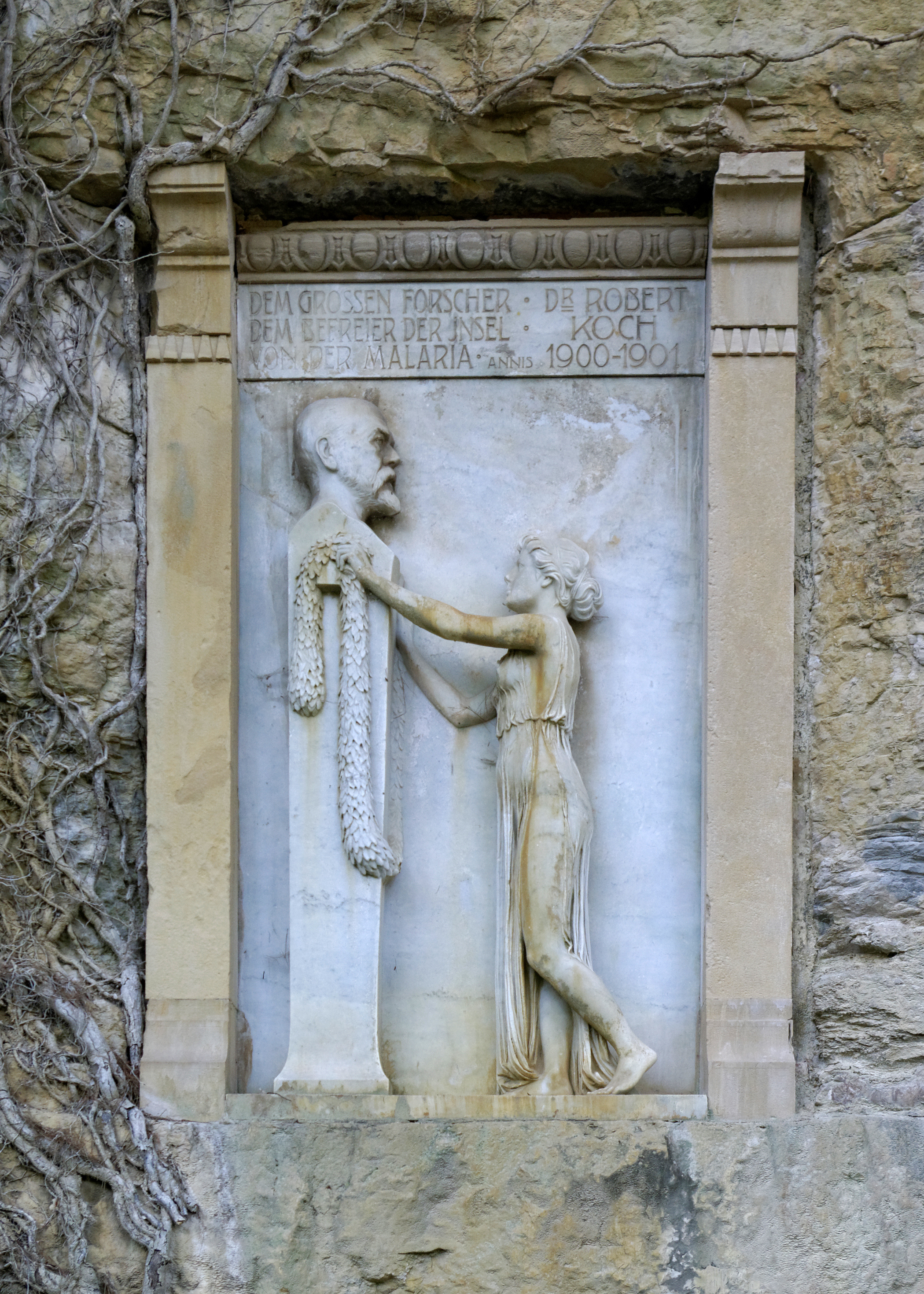
Tafel zum Gedenken an Robert Koch auf Veli Brijun von Josef Engelhart

Im Jahr 1893 kaufte der österreichische Industrielle Paul Kupelwieser die Inseln und machte sie bewohnbar. Der Grund für die „Unbewohnbarkeit“ war die Krankheit Malaria. Kupelwieser las in einer Zeitung, dass Robert Koch in Italien Forschungen über die Malaria machen wollte und bot ihm die Insel für Experimente an. Koch war sehr interessiert, schickte zunächst zwei Ärzte und kam bald danach selbst. Allen Bewohnern und Arbeitern auf der Insel wurde Blut entnommen, das zunächst mit einem Schnelltest untersucht und dann nach Berlin geschickt wurde. Der Überträger der Malaria war die zahlreich vorhandene Anopheles-Mücke. Die Ausrottung der Malaria erfolgte durch mehrere Aktionen, nämlich die konsequente Untersuchung aller Personen auf der Insel (v. a. Arbeiter, die z. T. aus dem Zuchthaus von Capodistria kamen, und natürlich die Bewohner), die Behandlung aller Infizierten mittels Chininum muriaticum, die Untersuchung aller Zisternen und Regentonnen und die Sanierung der Teiche mittels Petroleum. Das verhinderte die Vermehrung und begünstigte somit die Reduzierung oder Abwanderung der Mücke. Das Behandlungskonzept für die Kranken war durchorganisiert, in der kalten Jahreszeit konnte die Krankheit ausgeheilt werden und die Mücken fanden dann keine Kranken mehr, die Stiche konnten niemanden mehr infizieren. Noch heute erinnert ein Denkmal an Robert Kochs Besuch auf der Insel (von Josef Engelhart 1902).

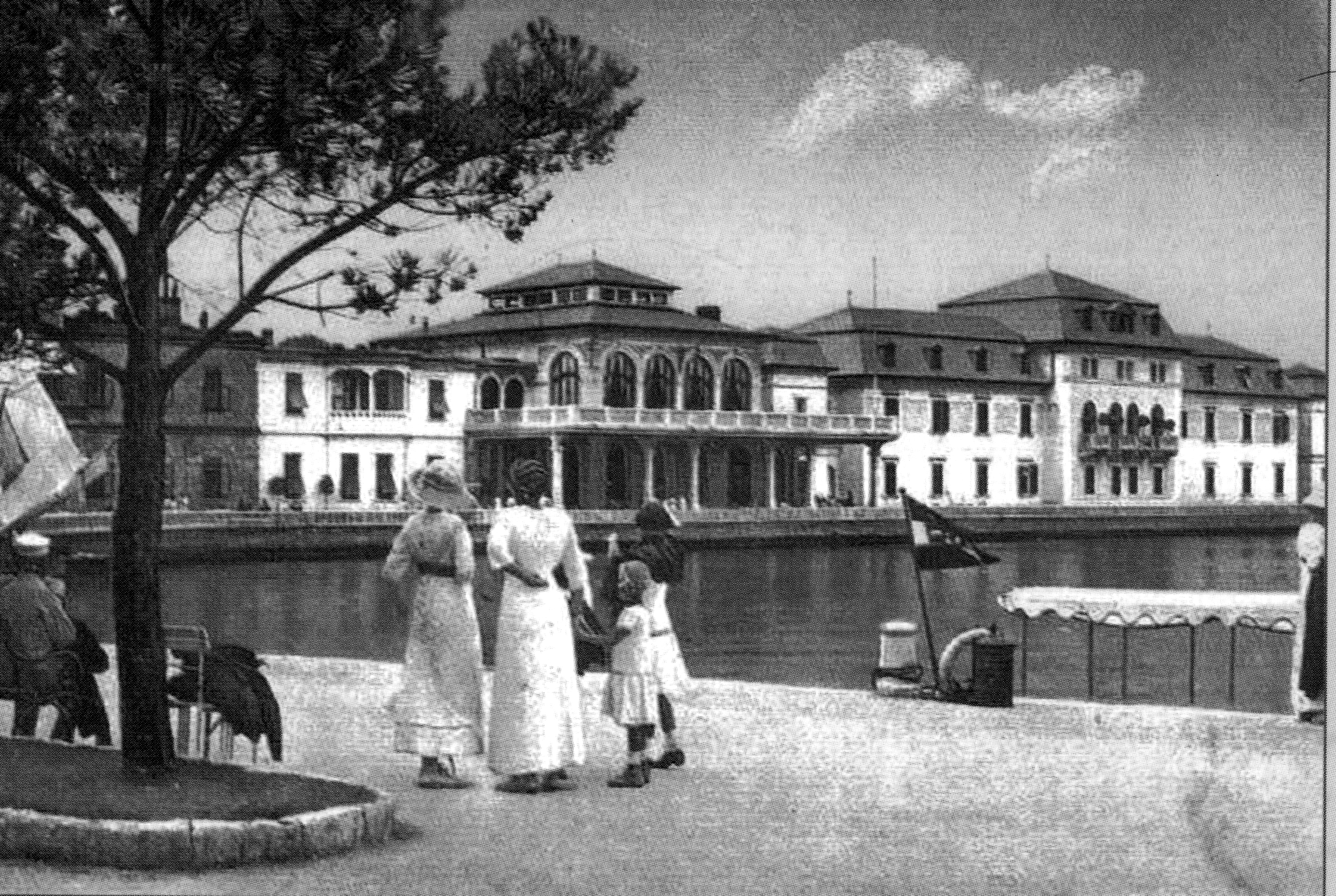
Brioni als Treffpunkt der eleganten Welt (Aufnahme zwischen 1900 und 1910).

Kupelwieser legte in den alten Steinbrüchen Spazierwege und geschützte „Boraplatzln“ an, betrieb Land- und Milchwirtschaft („Imperialkäse“) und Weinbau. Alois Zuffar war für die botanische Ausstattung zuständig, seine Pinien- und Zypressenalleen erfreuen heute noch den Besucher. Anton Gnirs machte sich verdient um die Ausgrabung der römischen Überreste. Kupelwieser importierte exotische Pflanzen und Tiere, errichtete Hotels, ließ eine submarine Wasserleitung bauen, vertraute auf modernste Technik und machte das Eiland (Hermann Bahr 1908: "Ich habe immer ein Eiland gesucht und immer nur Inseln gefunden, bis ich nach Brioni kam…") zu einem modischen Kurort. 1913 entstand das erste Winterschwimmbad an der österreichischen Adria. In der Zeit vor dem Ersten Weltkrieg waren sie ein Treffpunkt für den Adel, Industrielle und das gehobene Bürgertum, auch zahlreiche Künstler besuchten die Insel. Tennis, Pferde, Schwimm- und Segelsport, eine natürliche Aromatherapie, die salzige, staubfreie Luft sorgten für gute Erholung. Viele Stammgäste blieben jedes Jahr mehrere Monate. Mit Hilfe von Carl Hagenbeck legte er einen Tiergarten an mit Affenschluchten, einer Straußenzucht, Gehegen mit Antilopen und einem Teich mit Flamingos.
Im Ersten Weltkrieg war die Insel U-Boot-Stützpunkt der k.u.k Kriegsmarine.
Von 1918 bis 1943 gehörte Brioni zu Italien und wurde zu einem internationalen Treffpunkt für Sportbegeisterte: es gab dort den damals größten Golfplatz Europas, Poloveranstaltungen und Regatten. Die aufwendige Haltung von Polopferden für allfällige interessierte Gäste führte dann zusammen mit hohen Steuern zu finanziellen Schwierigkeiten, in deren Folge sich Paul Kupelwiesers ältester Sohn Karl 1930 erschoss. Erben waren seine drei Töchter, die den Tourismusbetrieb und die Insel von einem Verwalter betreuen ließen. Ein seit dem Jahre 1919 laufender Prozess um die Rückzahlung eines großen Darlehens konnte zwar von den Erben gewonnen werden, scheiterte aber am persönlichen Einspruch Benito Mussolinis, der die Insel durch den italienische Staat übernehmen ließ. Nach der Kapitulation Italiens 1943 kamen die Deutschen. Daher wurden die Inseln 1945 bombardiert – das Seebad Saluga und der Aussichtsturm aus Witkowitzer Eisen auf dem Monte Carmen wurden zerstört, fast alle Gebäude im Hafenbereich wurden stark beschädigt, die Hotels Neptun I und auch Neptun III. Nach dem Zweiten Weltkrieg kamen die Inseln an Jugoslawien und wurden wie auch der größte Teil Istriens Teil Kroatiens. Durch diesen territorialen Wechsel fielen auch sämtliche Regressmöglichkeiten gegenüber dem italienischen Staat „wegen erlittener faschistischer Unbill“ weg und gegen den jugoslawischen Staat bestand kein begründbarer Anspruch.

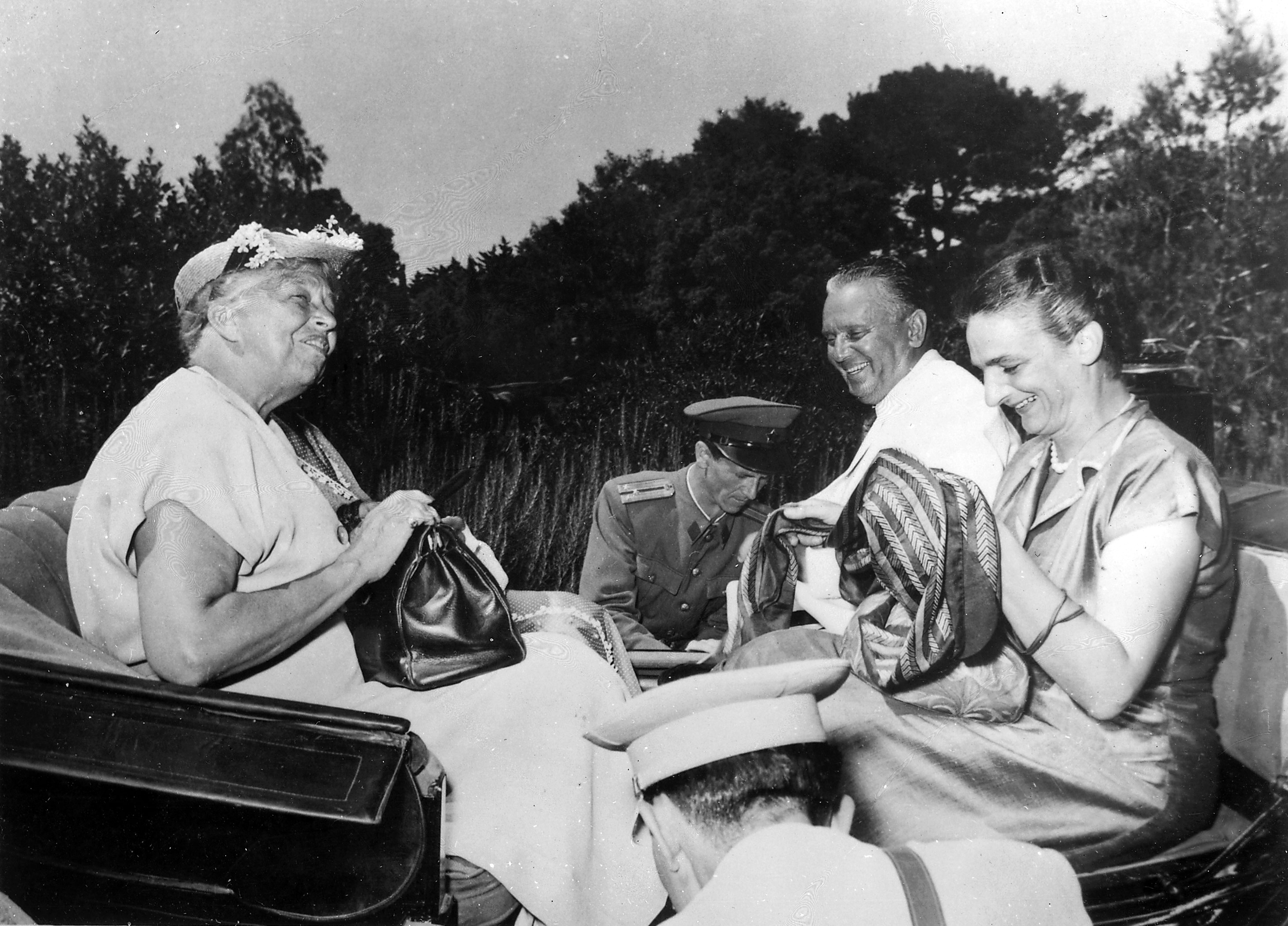
Präsident Josip Broz Tito mit Eleanor Roosevelt auf Brijuni (Juli 1953)

Von 1947 an hatte der jugoslawische Staats- und Parteichef Tito hier eine seiner bevorzugten Residenzen, die gesamte Inselgruppe war damit für die gewöhnliche Bevölkerung verboten. Die Reste der alten Gebäude wurden z. T. abgerissen, z. T. neu aufgebaut und renoviert. Tito empfing auf Brijuni gern und häufig Staatsgäste und zahlreiche Hollywoodstars. 1956 unterzeichnete der damalige Präsident Tito auch das Abkommen zur Gründung der Blockfreien Staaten zusammen mit den Präsidenten Nehru und Nasser auf der Insel, welches dadurch als Brioni-Deklaration bezeichnet wird. Nach Titos Tod 1980 wurden die Inseln zum Nationalpark. Die Insel Veli Brijun wird weiterhin von der kroatischen Regierung für Staatsempfänge und als Sommerresidenz des kroatischen Präsidenten genutzt.

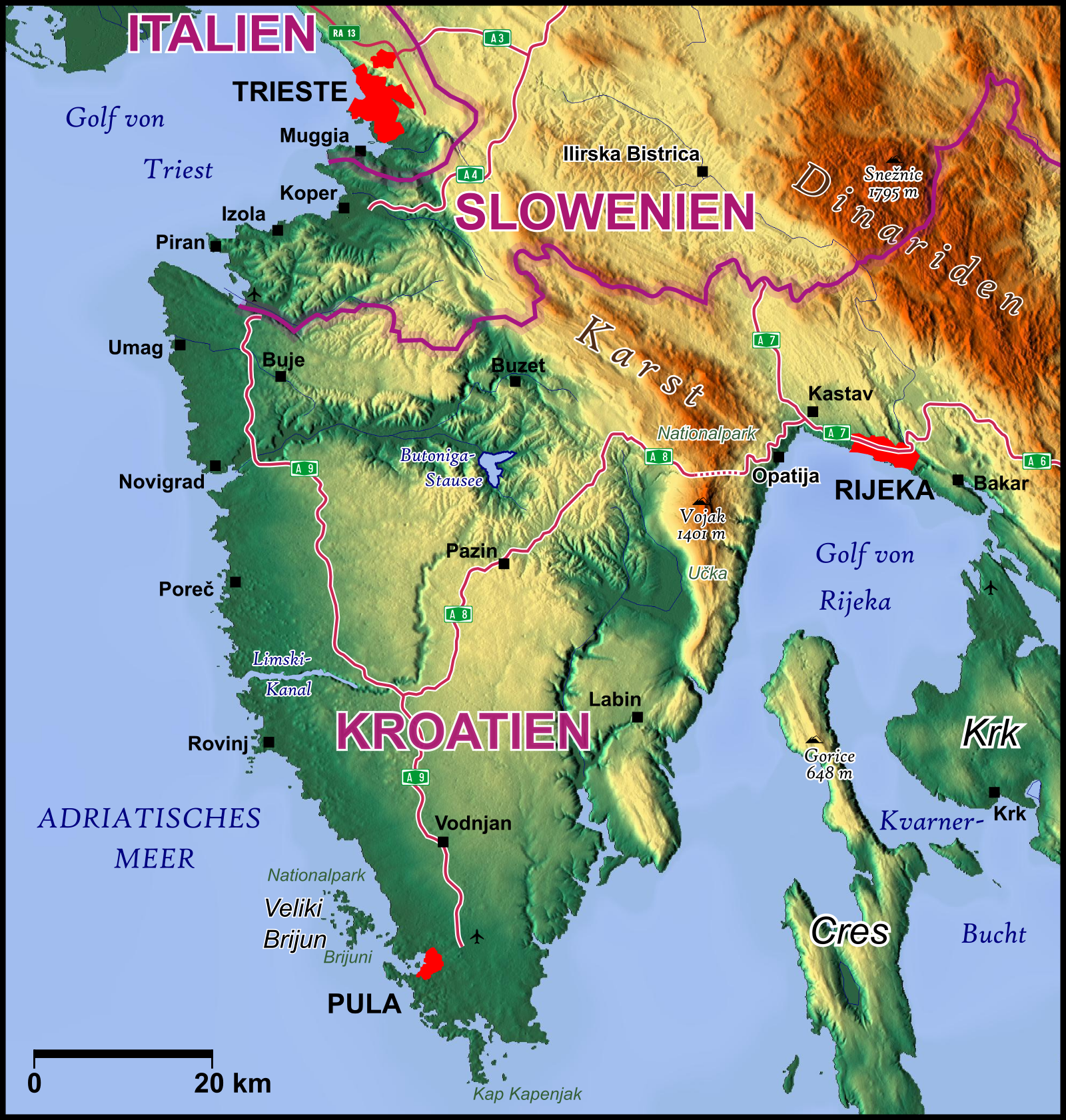
Lage in Istrien

Auf Veli Brijun wurde mit der Brioni-Erklärung im Jahr 1991 der 10-Tage-Krieg in Slowenien mit Belgrad beendet.

## Die Inseln
Die einzelnen Inseln haben immer einen kroatischen und einen italienischen Namen, ebenso wie gesamte Inselgruppe mit ihrem offiziellen Namen Brijuni und der italienischen Variante Brioni. Ursache ist die bewegte Geschichte der Inseln, ihre wechselnden Herrschaften und die Nähe zu Venedig, das über 400 Jahre die istrischen Inseln in seinem Besitz hatte.
- Veliki Brijun (Brioni Maggiore) ist mit 5,723 km²[3] die größte der Inseln, sie liegt 2 km von der kroatischen Küste entfernt.
- Mali Brijun (Brioni Minore) hat eine Fläche von 1,0746 km² und kann im Zuge von Theateraufführungen im Kastell besichtigt werden.

Diese beiden Hauptinseln nehmen zusammen rund 94 Prozent der Gesamtfläche der Inselgruppe ein. Alle Inseln des Archipels im Überblick:
| \| Insel \| italienisch \| Fläche (ha) \| Koordinaten \| \| --------------------- \| ------------------- \| ----------- \| ----------------------------- \| \| Veliki Brijun \| Brioni Maggiore \| 572,26 \| 44° 54′ 49″ N, 013° 45′ 45″ O \| \| Mali Brijun \| Brioni Minore \| 107,46 \| 44° 56′ 14″ N, 013° 44′ 23″ O \| \| Kotež (Kozada) \| Cosada \| 7,82 \| 44° 54′ 04″ N, 013° 47′ 52″ O \| \| Galija \| Gallia \| 6,25 \| 44° 55′ 07″ N, 013° 43′ 44″ O \| \| Gaz \| Gazza \| 5,15 \| 44° 56′ 18″ N, 013° 43′ 06″ O \| \| Grunj \| Gronghera \| 3,67 \| 44° 54′ 53″ N, 013° 43′ 03″ O \| \| Pusti otočić (Madona) \| Madonna del deserto \| 4,99 \| 44° 54′ 43″ N, 013° 44′ 50″ O \| \| Vrsar \| Orzera \| 5,89 \| 44° 54′ 06″ N, 013° 44′ 23″ O \| \| Sveti Jerolim \| San Girolamo \| 0,93 \| 44° 53′ 58″ N, 013° 47′ 14″ O \| \| Sveti Marko \| San Marco \| 1,26 \| 44° 56′ 38″ N, 013° 43′ 18″ O \| \| Obljak (Okrugljak) \| Toronda \| 4,41 \| 44° 56′ 18″ N, 013° 43′ 27″ O \| \| Vanga (Krasnica) \| Vanga \| 1,94 \| 44° 54′ 38″ N, 013° 43′ 46″ O \| \| Šupin \| Zumpin grande \| 1,32 \| 44° 56′ 02″ N, 013° 43′ 23″ O \| \| Šupinić \| Zumpin piccolo \| 0,139 \| 44° 55′ 47″ N, 013° 43′ 34″ O \| \| Brijuni \| Brioni \| 723,49 \| 44° 55′ 00″ N, 013° 46′ 00″ O \| |                     |             |                               |
| Insel | italienisch         | Fläche (ha) | Koordinaten                   |
| Veliki Brijun | Brioni Maggiore     | 572,26      | 44° 54′ 49″ N, 013° 45′ 45″ O |
| Mali Brijun | Brioni Minore       | 107,46      | 44° 56′ 14″ N, 013° 44′ 23″ O |
| Kotež (Kozada) | Cosada              | 7,82        | 44° 54′ 04″ N, 013° 47′ 52″ O |
| Galija | Gallia              | 6,25        | 44° 55′ 07″ N, 013° 43′ 44″ O |
| Gaz | Gazza               | 5,15        | 44° 56′ 18″ N, 013° 43′ 06″ O |
| Grunj | Gronghera           | 3,67        | 44° 54′ 53″ N, 013° 43′ 03″ O |
| Pusti otočić (Madona) | Madonna del deserto | 4,99        | 44° 54′ 43″ N, 013° 44′ 50″ O |
| Vrsar | Orzera              | 5,89        | 44° 54′ 06″ N, 013° 44′ 23″ O |
| Sveti Jerolim | San Girolamo        | 0,93        | 44° 53′ 58″ N, 013° 47′ 14″ O |
| Sveti Marko | San Marco           | 1,26        | 44° 56′ 38″ N, 013° 43′ 18″ O |
| Obljak (Okrugljak) | Toronda             | 4,41        | 44° 56′ 18″ N, 013° 43′ 27″ O |
| Vanga (Krasnica) | Vanga               | 1,94        | 44° 54′ 38″ N, 013° 43′ 46″ O |
| Šupin | Zumpin grande       | 1,32        | 44° 56′ 02″ N, 013° 43′ 23″ O |
| Šupinić | Zumpin piccolo      | 0,139       | 44° 55′ 47″ N, 013° 43′ 34″ O |
| Brijuni | Brioni              | 723,49      | 44° 55′ 00″ N, 013° 46′ 00″ O |

Die Insel Sv. Jerolim (siehe Karte) kann heute im Rahmen organisierter Inselrundfahrten mit Bade-Stop betreten werden, dies war zeitweise auch bei Brioni Minore der Fall. Alle anderen Inseln sind unzugänglich, Gallia konnte vor einigen Jahren teuer gemietet werden. Vanga, Titos Privatinsel, kann man mitunter organisiert besichtigen.

## Tourismus

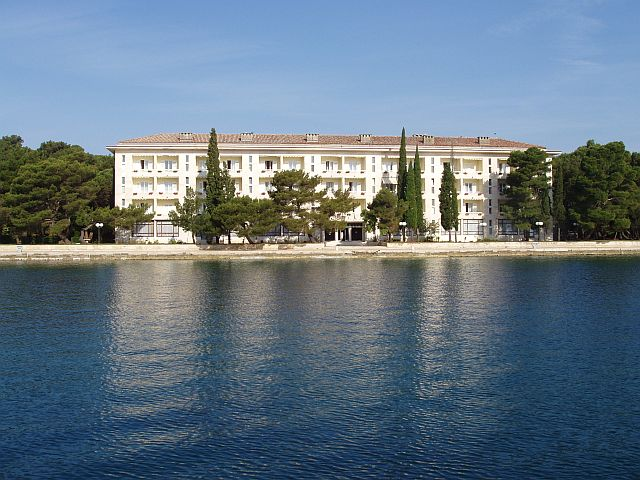
Das Hotel Karmen auf Veli Brijun

Seit 1985 kann die Hauptinsel wieder von Touristen besucht werden. Ausgangspunkt ist der Hafen von Fažana. Kurzbesucher erwartet eine geführte vierstündige Inselrundfahrt mit einer Elektrobahn (auch durch den Safaripark) und die Besichtigung der St.-Germanus-Kirche mit Kopien der Fresken von Beram, eines Museums mit ausgestopften Tieren, die Tito geschenkt wurden und eines Tito-Museums, das jetzt auch einen Raum zum Gedenken an Kupelwieser und Koch beherbergt, neben der Darstellung der zahlreichen internationalen Besucher der Insel. Je nach Zeit sind Pausen im Byzantinischen Castrum oder in der Römerbucht vorgesehen. Hotelgäste können die Sonnenauf- und -untergänge genießen, die vielfältige Natur, z. B. die zahlreichen Pfauen und Möwen beobachten.
2015 wurde das alte Bootshaus im Hafen, ein interessanter Bau Eduard Kramers, eines Schülers von Otto Wagner, das von 1906 bis 1938 Wohnung und Praxis des Kurarztes Otto Lenz war, renoviert und das Educational Center eingerichtet. Themen sind die Geschichte der Insel, die Familie Lenz, berühmte Besucher, Fauna und Flora, Meer und Umweltschutz. Es gibt eine Videoshow über alle 14 Inseln des Archipels.
Seit vielen Jahren laufen Bestrebungen, die Inseln mittels ausländischer Investoren (vor allem des italienischen Modehauses Brioni) zu einem exklusiven Refugium zu machen. Nachdem man schon vor Jahren begonnen hat, wieder Polo zu spielen und Pferderennen abzuhalten, ist geplant, ein 8000 Quadratmeter großes „Wellnesscenter“, Casino, Golfhotel sowie Restaurants und 5-Sterne-Hotels zu errichten. Diese Pläne werden unter anderem von Umweltschützern und den Stammgästen der Insel kritisiert. Mittlerweile hat sich die Firma Brioni zurückgezogen, da der Status Nationalpark und Nationale Gedenkstätte allen Veränderungen im Wege stand.
Dies scheint sich nun nach dem Beitritt Kroatiens zur EU zu ändern. Wollte man eigentlich nur eine „Brioni Riviera“ am Festland einrichten und Brijuni verschonen, so hieß es Anfang 2014, dass bereits im August umfassende Arbeiten auf der Insel beginnen sollten. Der zuständige Minister ließ verlauten, es käme „etwas, was es noch nie gegeben habe“. Mittlerweile wurde behutsam renoviert.

## Flora

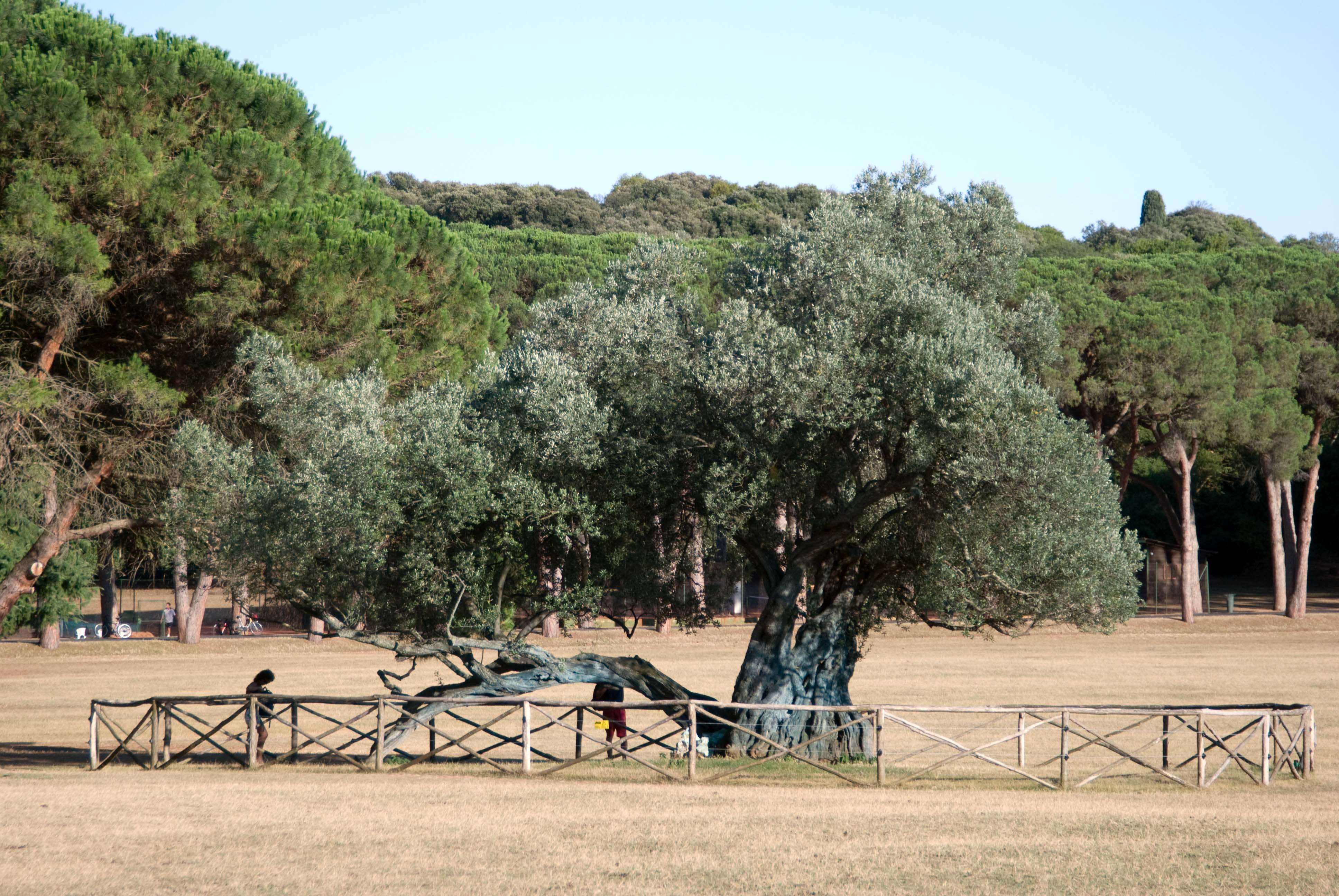
Der uralte Olivenbaum

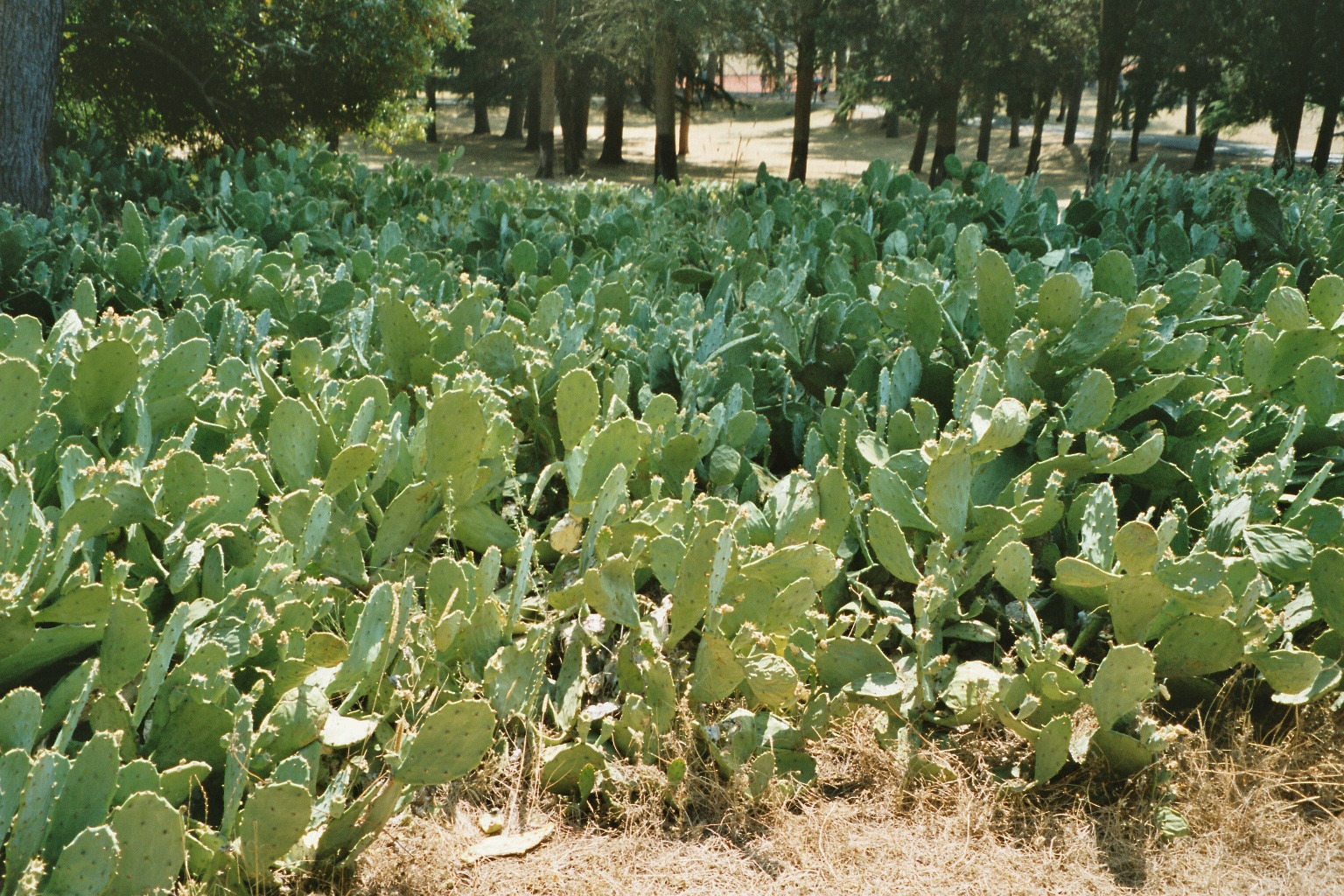
Wild wachsende Feigenkakteen

Auf den Inseln existieren rund 680 Pflanzenarten, von denen viele im übrigen Istrien gefährdet sind und die sich hier frei entwickeln können. Bekannt sind die großen Eichenwälder. Neben verschiedenen einheimischen mediterranen Spezies wie Stechpalmen, Myrten, Erdbeerbäumen, Mastixsträuchen, Manna-Eschen oder Besenheiden leben hier auch importierte Arten wie Pinien, diverse Kiefern und Zedern wie Libanonzedern, Eukalypten, Tannen, Mammutbäumen oder Zypressen. Auch exotische Pflanzen wie Palmen und Kakteen sind großzügig gepflanzt. Eine besondere Sehenswürdigkeit stellt der sog. uralte Olivenbaum (44° 54′ 52″ N, 13° 46′ 4″ O) dar. Anhand der C-14 Methode wurde festgestellt, dass dieser rund 1600 Jahre alt ist.

## Fauna

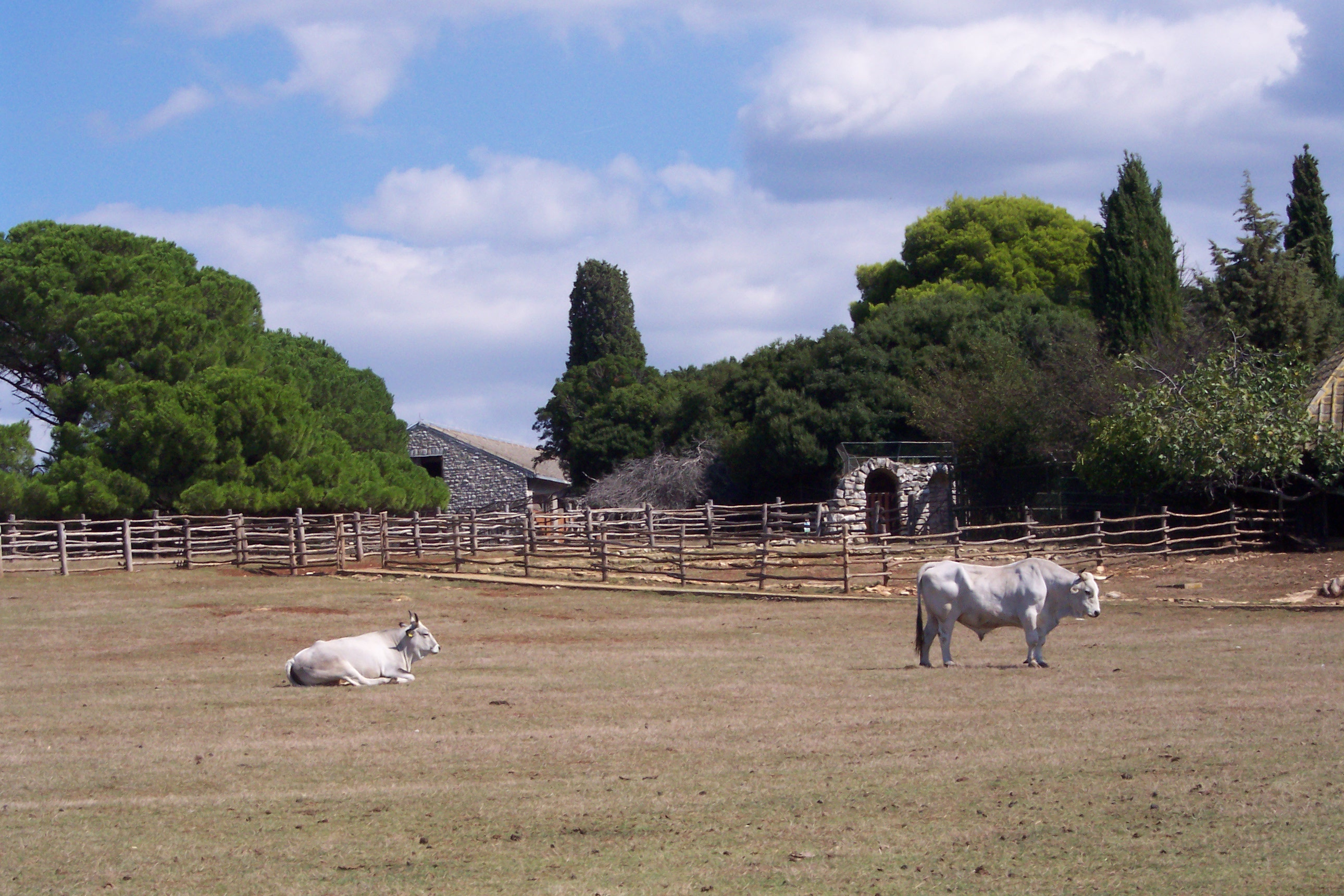
Istrische Ochsen im Ethno-Park

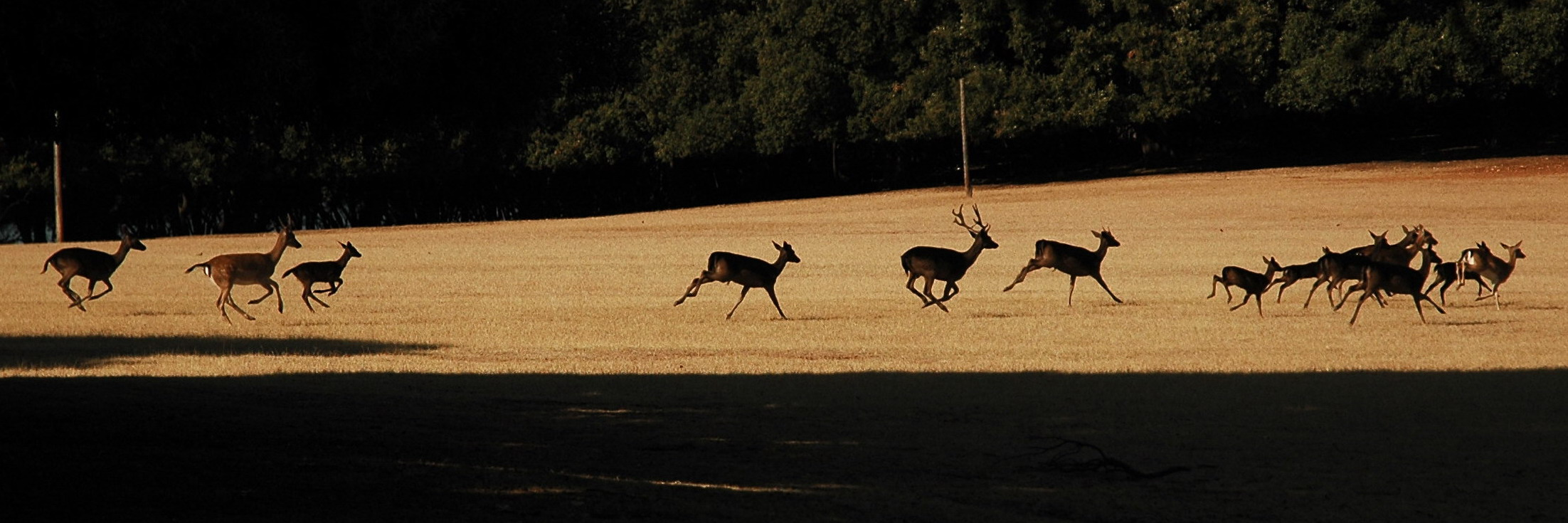
Hirsche im Safaripark

Über 250 Vogelarten, beispielsweise seltene Kormorane, finden sich hier. In einer Saline wurde ein Vogelschutzgebiet eingerichtet. An freilebenden Säugetieren finden sich auf der Insel Feldhasen und importierte Hirsche, Rehe und Europäische Mufflons.
Die Insel ist von unzähligen Pfauen, Eidechsen, Käuzchen, Möwen und Zikaden bevölkert.
Eine der größten Sehenswürdigkeiten der Inseln ist der Safaripark im Norden von Veli Brijun; seit 1979 werden hier Elefanten, Lamas, Zebras, Nilgauantilopen, somalische Schafe, heilige indische Kühe, Esel und Strauße präsentiert.
Seit dem Tod des Elefanten Sony im Frühjahr 2010 ist seine Artgenossin Lanka allein.
Es gibt auch einen Ethno-Park, in dem ein typisch istrischer Hof mit istrischen Ochsen (Boškarin), istrischen Schafen (Pramenka), Eseln und Ziegen vorgestellt werden.

## Filmografie
- Brioni – Insel der Millionäre. ORF-dokFilm von Thomas Macho mit Erwin Steinhauer als Inselführer. 54 Minuten, Erstausstrahlung am 30. Dezember 2018 in ORF 2.[5]